# Harry Hotspur

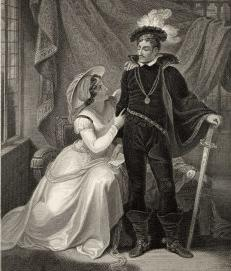
Harry Hotspur

Harry Hotspur, znany także jako sir Henry Percy (ur. 20 maja 1364/1366 zm. 21 lipca 1403) – angielski rycerz, jeden z przywódców rebelii przeciwko królowi Henrykowi IV. Jego ojcem był Henry Percy, 1. hrabia Northumberland. Jego przydomek, Hotspur („raptus”), odnosi się do jego gwałtownej natury.
Sławę zdobył walcząc przeciwko Szkotom i Francuzom. Został nakłoniony do wzięcia udziału w rebelii przeciwko Henrykowi IV. Zginął w 1403 roku, w bitwie pod Shrewsbury. Podczas walki uniósł zasłonę hełmu, aby odetchąć, natychmiast dostrzegł to jeden z królewskich łuczników i strzałą przebił jego gardło. Hotspur zginął na miejscu. Jego ciało zostało spalone, poćwiartowane i wystawiane na widok publiczny w całej Anglii, potem zwrócono je wdowie po nim.
Hotspur jest jednym z bohaterów Henryka IV, części 1, sztuki autorstwa Williama Shakespere’a.
Jego żoną była Elizabeth Mortimer, córka Filipy Plantagenet. Z tego związku urodziła się córka Elizabeth, której praprawnuczką była królowa Jane Seymour.